# Anneville-Ambourville
Anneville-Ambourville är en kommun i departementet Seine-Maritime i regionen Normandie i norra Frankrike. Kommunen ligger i kantonen Duclair som tillhör arrondissementet Rouen. År 2022 hade Anneville-Ambourville 1 161 invånare.

## Befolkningsutveckling
Antalet invånare i kommunen Anneville-Ambourville
| Referens: INSEE |